# 尼克洛維奇
49°44′13″N 23°24′27″E / 49.73694°N 23.40750°E
尼克洛維奇（烏克蘭語：Никловичі），是烏克蘭西部的村莊，隸屬利維夫州的桑比爾區。該村始建於1361年，面積1.21平方公里，海拔高度227米，2024年人口431，人口密度每平方公里51.09人。